# Centre Al Mouna
Le centre Al Mouna est fondé en 1986 à N'Djamena par une association à but non lucratif ayant pour objectif de former à la prévention et à la résolution des conflits. Contribuer au développement et à l'épanouissement intégral de l'Homme et à de meilleures relations entre Tchadiens de dialogue et de rencontres entre les diverses composantes de la société tchadienne. Promouvoir une culture de la paix.

## Programme
- Bibliothèque;
- Édition et formations (langues, musique, danse et informatique);
- Fait la promotion de la culture tchadienne dans toute sa diversité.